# Beth Mead
Bethany Jane Mead (Whitby, 9 de maig de 1995) és una futbolista professional anglesa que juga com a davantera a l'Arsenal i a la selecció d'Anglaterra. Va ser premiada dues vegades als FA Women's Football Awards el 2015 i el 2018 com a millor jugadora jove de l'any, i el 2016 va rebre el premi PFA Women's Young Player of the Year. El 2015, va guanyar el premi Golden Boot de la FA Women's Super League com a màxima golejadora de la lliga.
L'abril de 2018, Mead va debutar amb la selecció femenina de futbol d'Anglaterra com a substituta en un empat de classificació per a la Copa del Món Femenina de la FIFA 2019 contra la selecció de Gal·les a Southampton. El seu primer partit com a titular va ser el setembre de 2018, marcant dos gols en la victòria d'Anglaterra per 6-0 contra la selecció del Kazakhstan a Pavlodar. Mead va ser convocada a la selecció anglesa per a l'Eurocopa Femenina de Futbol 2022.